# Natalia Varleï
Natalia Vladimirovna Varleï (en russe : Наталья Владимировна Варлей), née le 22 juin 1947 à Constanța, est une actrice russe,.

## Biographie
Diplômée du département acrobatique de l'École nationale du cirque et de l'art de la scène en 1965, Natalia Varleï travaillé dans différentes villes dans différentes troupes en tant qu'équilibriste, notamment dans la troupe du Cirque de Moscou sur le boulevard Tsvetnoï. Pendant un certain temps, elle a joué dans le même numéro avec le célèbre clown Leonid Yengibarov. En 1966, elle est remarquée lors d'une représentation au cirque du boulevard Tsvetnoï par Gueorgui Jungwald-Khilkevitch qui lui offre un petit rôle d'infirmière dans sa comédie fantastique La Formule de l'arc-en-ciel.
En 1965, elle fut choisie par Leonid Gaïdaï pour tenir le rôle féminin principal (Nina) dans La Prisonnière du Caucase ou les Nouvelles Aventures de Chourik (Кавказская пленница, или Новые приключения Шурика), film très populaire en Russie. Ce rôle, très apprécié du public, lui ouvrit les portes d'une carrière cinématographique,,.
En 1994, elle prête sa voix au personnage de Verónica Castro dans Rosa salvaje.

## Filmographie
- 1966 : La Prisonnière du Caucase ou les Nouvelles Aventures de Chourik de Leonid Gaïdaï : Nina
- 1967 : Vij de Constantin Erchov et de Gueorgui Kropatchev : La jeune fille
- 1978 (1988) : Erreurs de jeunesse de Boris Frumin : Zina
- 1985 : L'Invitée du futur (Гостья из будущего) de Pavel Arsenov : Marta Skryl, entraîneur
- 2007 : Wolfhound, l'ultime guerrier (Волкодав из рода Серых Псов) de Nikolaï Lebedev : Mat Kendarat

## Distinctions
- Ordre de l'Amitié : 2010[6]
- Ordre de l'Honneur : 2017 [7]